# Anthurium supraglandulum
Anthurium supraglandulum är en kallaväxtart som beskrevs av Thomas Bernard Croat. Anthurium supraglandulum ingår i släktet Anthurium och familjen kallaväxter. Inga underarter finns listade.